# Singkup (Purbaratu)
Singkup is een bestuurslaag in het regentschap Kota Tasikmalaya van de provincie West-Java, Indonesië. Singkup telt 6555 inwoners (volkstelling 2010).